# Hakuto-R M1
Hakuto-R Mission 1 va ser una missió privada d'aterratge lunar sense tripulació japonesa fallida construïda i operada per ispace, que es va llançar el desembre de 2022 per a un intent d'aterratge lunar l'abril de 2023.
Aquesta primera missió Hakuto va ser principalment un demostrador de tecnologia i va portar a terme la Missió Lunar dels Emirats. Recorregut aproximadament 1,400,000 quilometres (870,000 mi), és el més lluny que ha recorregut una nau espacial amb finançament privat. La comunicació amb l'aterrador es va perdre durant els últims segons del seu descens de l'abril de 2023.

## Rerefons
El projecte va començar amb l'enginyer Andrew Barton el 2008, que va intentar guanyar el Google Lunar X Prize aterrant a la Lluna un rover amb finançament privat i va reunir un grup internacional de professionals per crear White Label Space. Takeshi Hakamada va fundar ispace el 2010 com a branca japonesa de White Label Space  Molts dels professionals van abandonar el projecte el 2013, tot i que un grup de membres japonesos van intentar continuar amb el projecte, que va ser rebatejat de White Label Space a Hakuto, basat en la llebre blanca d'Inaba de la mitologia japonesa.  El 2017, ispace havia aconseguit 90 dòlars milions en finançament i tot i que cap equip del Google Lunar X Prize es va llançar abans de la data límit del 2018, l'equip Hakuto continuaria. L'abril de 2022, iSpace es va col·locar a la Borsa de Tòquio, rebent un augment del 65% en el preu de les seves accions en dues setmanes.

## Especificacions de l'aterrador
L'aterratge Hakuto-R es va mesurar a 2.3 metres (7.5 ft) d'alçada per 2.6 metres (8.5 ft) d'ample, amb un pes total d'aproximadament 1,000 quilograms (2,200 lb) amb la seva càrrega útil i combustible. Per realitzar un aterratge estable, l'aterratge estava equipat amb quatre potes d'aterratge i un propulsor principal.

## Missió

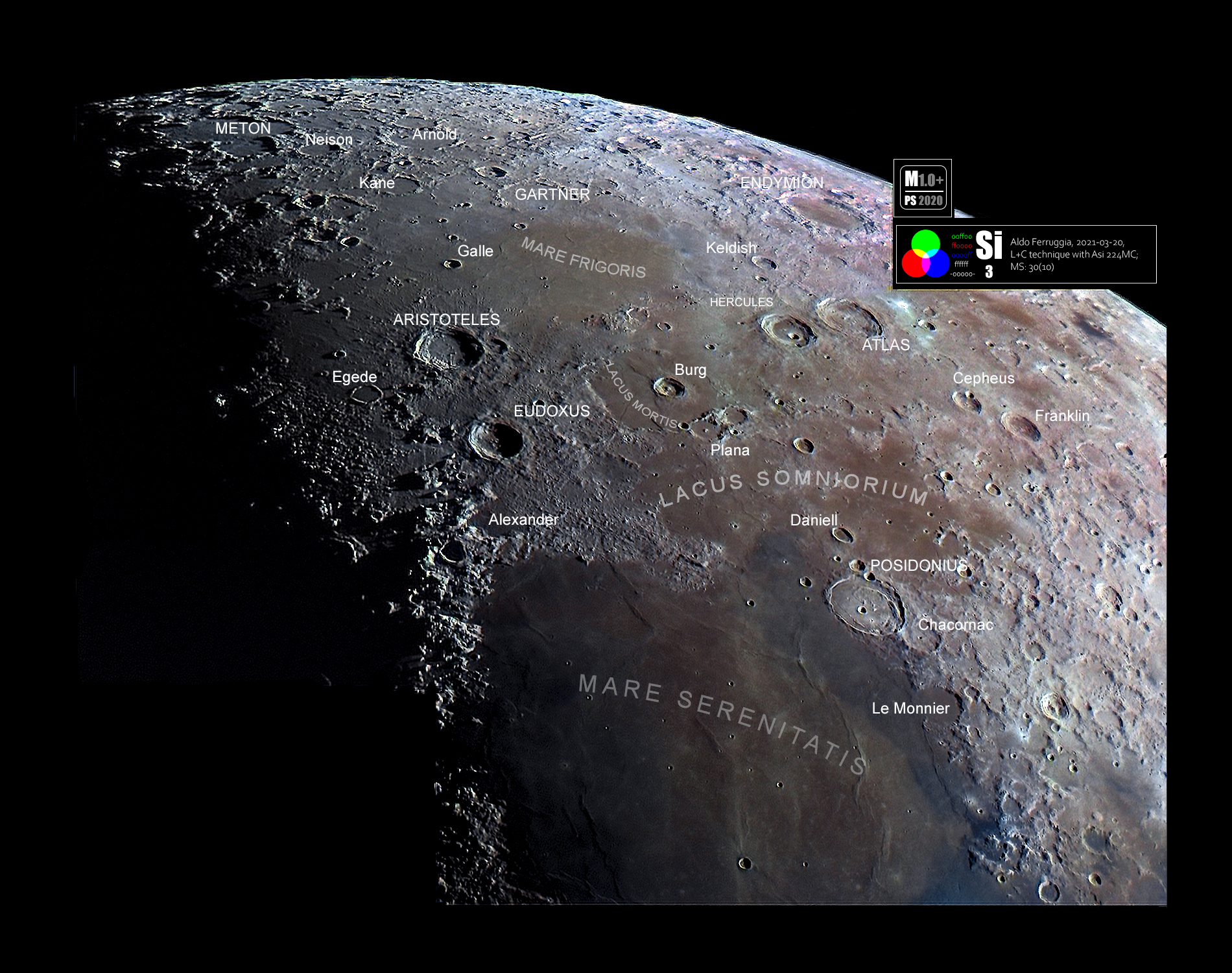
Imatge selenocromàtica (Si) de la zona de Lacus Somniorum

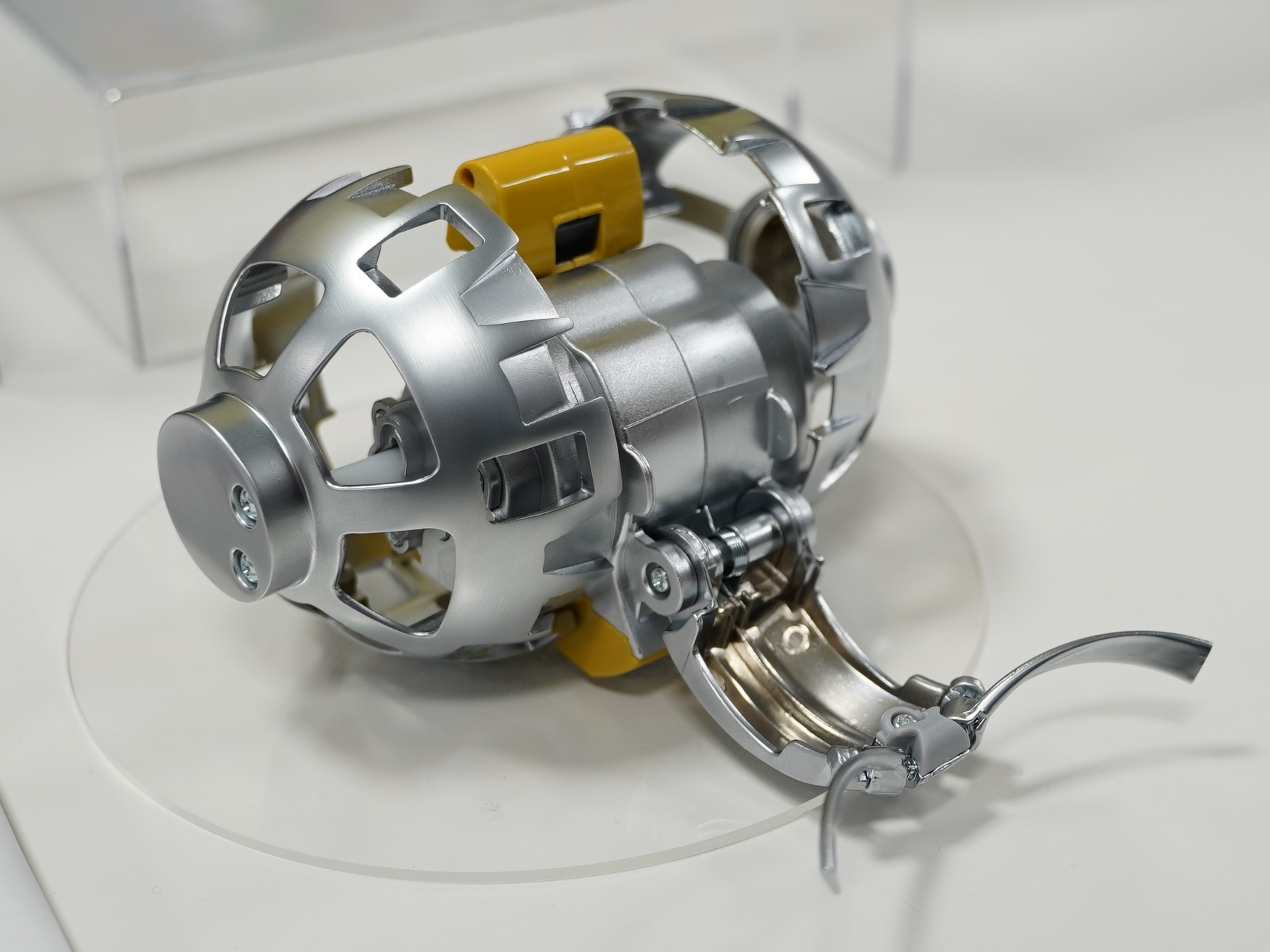
Sora-Q mini rover

La Missió 1 Hakuto-R es va llançar l'11 de desembre de 2022 a bord d'un coet Falcon 9,  separant-se del coet 47 minuts més tard a una distància d'uns 970 quilometres (600 mi) lluny de la Terra. Dins de la nau espacial hi havia càrregues útils del rover Rashid de la Missió Lunar dels Emirats en col·laboració amb el Centre Espacial Mohammed bin Rashid (MBRSC), juntament amb el robot lunar transformable Sora-Q de Tomy i JAXA.   El lander també va allotjar una altra càrrega útil, un disc musical amb la cançó 'SORATO' de la banda de rock japonesa Sakanaction, que es va publicar inicialment el 2018 com a part de la campanya Team Hakuto per al Google Lunar X Prize.
Utilitzant les dades recollides d'una missió d'escaneig lunar anterior, ispace va determinar que la missió intentaria un aterratge al cràter Atlas a la regió de Mare Frigoris de la Lluna; es van seleccionar altres tres llocs de seguretat, com els de Lacus Somniorum, Sinus Iridum i Oceanus Procellarum, entre d'altres.  En un esforç per estalviar combustible, la missió va utilitzar un camí més lent per apropar-se a la Lluna, entrant a l'òrbita lunar el març de 2023.

## Intent d'aterratge
Després d'un viatge de cinc mesos, la missió va viatjar 1,400,000 quilometres (870,000 mi), més enllà de qualsevol nau espacial finançada amb fons privats, per intentar un aterratge lunar el 25 d'abril de 2023.
Durant la transmissió en directe oficial,  entre les quatre possibles ubicacions d'aterratge, el lloc de Lacus Somniorum es va mostrar inicialment a l'animació, dient que es basava en la telemetria en temps real de l'aterrador; això més tard va resultar enganyós, ja que la telemetria procedent de l'aterratge no era fiable, i el lloc de l'intent d'aterratge real era prop del cràter Atlas, tal com s'havia decidit inicialment.
La comunicació amb l'aterrador es va perdre durant els moments finals del descens a la superfície lunar a les 16:40 UTC (00:40 JST) del 25 d'abril  L'anàlisi va determinar que l'aterratge va caure en picat incontrolablement quan s'esgotava el propulsor. Això va passar perquè l'ordinador de bord va suposar erròniament que l'altímetre del radar era defectuós i, ignorant les seves dades, va valorar malament l'altitud real de la nau espacial i va continuar planant 5 km per sobre de la superfície de la Lluna.
El lloc de l'accident va ser identificat més tard per l'equip Lunar Reconnaissance Orbiter de la NASA el 23 de maig de 2023.